# Hellmut Becker

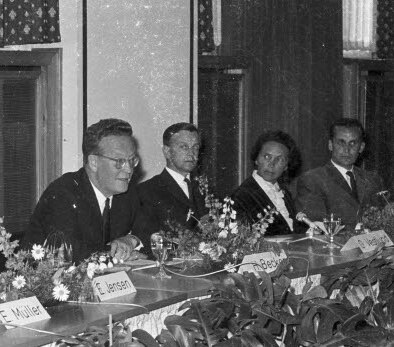
Hellmut Becker (li.) bei einem Forumsgespräch in Kiel (1964)

Hellmut Becker (geboren am 17. Mai 1913 in Hamburg; gestorben am 16. Dezember 1993 in Berlin) war ein deutscher Jurist, Rechtsanwalt, Bildungsforscher und Bildungspolitiker.

## Leben
Hellmut Becker war ein Sohn des Orientalisten und späteren preußischen Kultusministers Carl Heinrich Becker und dessen Frau Hedwig Becker, geborene Schmid. Er besuchte die Internatsschule Schloss Salem/Bodensee, bevor er 1931 am Arndt-Gymnasium in Berlin-Dahlem das Abitur ablegte. Anschließend studierte Becker Jura an den Universitäten in Freiburg, Berlin und Kiel. Becker folgte 1937 als Assistent dem nationalsozialistischen Staatsrechtler Ernst Rudolf Huber von Kiel an die Universität Leipzig. Nach seiner schweren Verwundung im Russlandfeldzug im Herbst 1941 als Angehöriger des Gebirgs-Jäger-Regiments 99 der 1. Gebirgs-Division vor Rostow ging er zu Huber an die im besetzten Elsass neu gegründete Reichsuniversität Straßburg. Dort teilte er ein Haus mit Carl Friedrich von Weizsäcker, den er über Georg Picht kennengelernt hatte. Das Ehepaar Huber pflegte einen elitären Gesprächskreis, in den Becker aufgenommen wurde.
Becker beantragte am 23. Mai 1937 die Aufnahme in die NSDAP und wurde rückwirkend zum 1. Mai desselben Jahres aufgenommen (Mitgliedsnummer 4.455.499), „ein Sachverhalt, den er nach Kriegsende offenbar selbst engsten Familienangehörigen verschwieg“. Außerdem war er ein Anhänger der Dichtung Stefan Georges und stand mit Mitgliedern des George-Kreises in Kontakt, vor allem mit Robert Boehringer.
Die juristische Ausbildung beendete er 1943 mit dem Zweiten juristischen Staatsexamen. Hellmut Becker war evangelisch und heiratete 1944 die Sekretärin Hubers, Antoinette „Toto“ Mathis, eine französisch-deutsche Grundschullehrerin, später Kinder- und Jugendbuchautorin. Aus der Ehe gingen sechs Kinder hervor, Michael und Daniel Becker sowie der Berliner Rechtsanwalt Nicolas Becker, der Psychoanalytiker Stephan Becker, der Sozialpsychologe David Becker und die Sexualwissenschaftlerin Sophinette Becker.
Nach Kriegsende arbeitete Becker als Anwalt; von 1945 bis 1963 in einer Anwaltspraxis, unter anderem als Berater kultureller Organisationen. Er unterstützte Huber bei seiner Entnazifizierung und verteidigte 1947 den Staatssekretär des Auswärtigen Amtes Ernst von Weizsäcker im Wilhelmstraßen-Prozess. Weizsäcker wurde als Kriegsverbrecher verurteilt, weil er an den Judendeportationen aus Frankreich beteiligt gewesen war. Als Adlatus der Verteidigung wirkte Richard von Weizsäcker mit. Nach dem Einsatzgruppen-Prozess setzte sich Becker für zwei der dort zum Tode verurteilten Massenmörder ein. Martin Sandberger vertrat er – auf Wunsch von Carl Friedrich von Weizsäcker und Carlo Schmid – in einem Revisionsverfahren. Sandberger wurde schließlich 1958 entlassen. Becker war in Zusammenarbeit mit Warren Magee als Anwalt für Otto Ohlendorf tätig, nachdem dieser zum Tode verurteilt worden war, und kümmerte sich um sein Gnadengesuch. Becker sah den Hingerichteten zwar als „Massenmörder“, aber auch als „echten Intellektuellen“. Becker war Teilnehmer am Heidelberger Juristenkreis, dessen Ziel es war, die Verbindungen unter den Verteidigern der Nürnberger Prozesse für eine Revision der Urteile nutzbar zu machen.
Nach 1945 wurde Beckers enger Freund Georg Picht Schulleiter des Birklehofes. Becker ging in den Schulvorstand zusammen mit Carlo Schmid, Kurt Hahn und Carl Friedrich von Weizsäcker. Auf diesem Weg wurde er ein juristischer Berater der privaten Internate. Nach einer Zwischenstation am Frankfurter Institut für Sozialforschung wurde Becker 1956 ehrenamtlicher Präsident des Deutschen Volkshochschul-Verbandes (DVV) bis 1974 und danach Vorsitzender des Kuratoriums der Pädagogischen Arbeitsstelle des DVV. Er sorgte dafür, dass die Erwachsenenbildung und das lebenslange Lernen bei der Bildungsreform mit in den Blick rückten. 1963 war er Mitbegründer des Max-Planck-Instituts für Bildungsforschung in Berlin und dessen erster Direktor. Im selben Jahr wurde er Honorarprofessor für Soziologie des Bildungswesens an der FU Berlin. Laut Karl Ulrich Mayer war er ein „unkonventionelles Mitglied“ der Max-Planck-Gesellschaft, da er weder promoviert noch habilitiert war. Außerdem war er bei seiner Berufung kein Hochschullehrer. Als Direktor des MPI für Bildungsforschung war er von 1966 bis 1975 auch Mitglied im Deutschen Bildungsrat. Becker war zwischen 1966 und 1972 wiederholt Diskussionsleiter bei den Bergedorfer Gesprächen der Körber-Stiftung, in denen die bundesdeutsche Bildungsreform vorangetrieben wurde. Weitere Gremien, denen Becker angehörte, waren der Beirat des Instituts für Zeitgeschichte in München, der Kulturbeirat des Auswärtigen Amtes und der Ettlinger Kreis. Mit Hildegard Hamm-Brücher, die er zwecks Aufbaus der Gesamtschule ins hessische Kultusministerium vermittelt hatte, initiierte er 1964 den Theodor-Heuss-Preis und steuerte mit ihr die Preisvergabe. Becker gehörte 1961 zu den Unterzeichnern des Tübinger Memorandums gegen eine atomare Aufrüstung Deutschlands. Von 1959 bis 1969 war er Mitglied des Beirats der Friedrich-Naumann-Stiftung für die Freiheit. Ironisch wurde er als der „heimliche Kultusminister“ der Bundesrepublik bezeichnet, weil er – selbst evangelisch – im Zusammenwirken mit einer protestantischen Kulturelite (z. B. Picht, Weizsäcker) besonders die Bildungs- und Kulturpolitik beeinflusste.
Becker, inzwischen Ehrendoktor (Dr. h. c.) und als Professor emeritiert, begleitete 1985 als politischer Berater Bundespräsident Richard von Weizsäcker bei dessen Staatsbesuch in Israel.

## Ehrung
- 1981: Ernst-Reuter-Plakette des Landes Berlin

## Nachleben

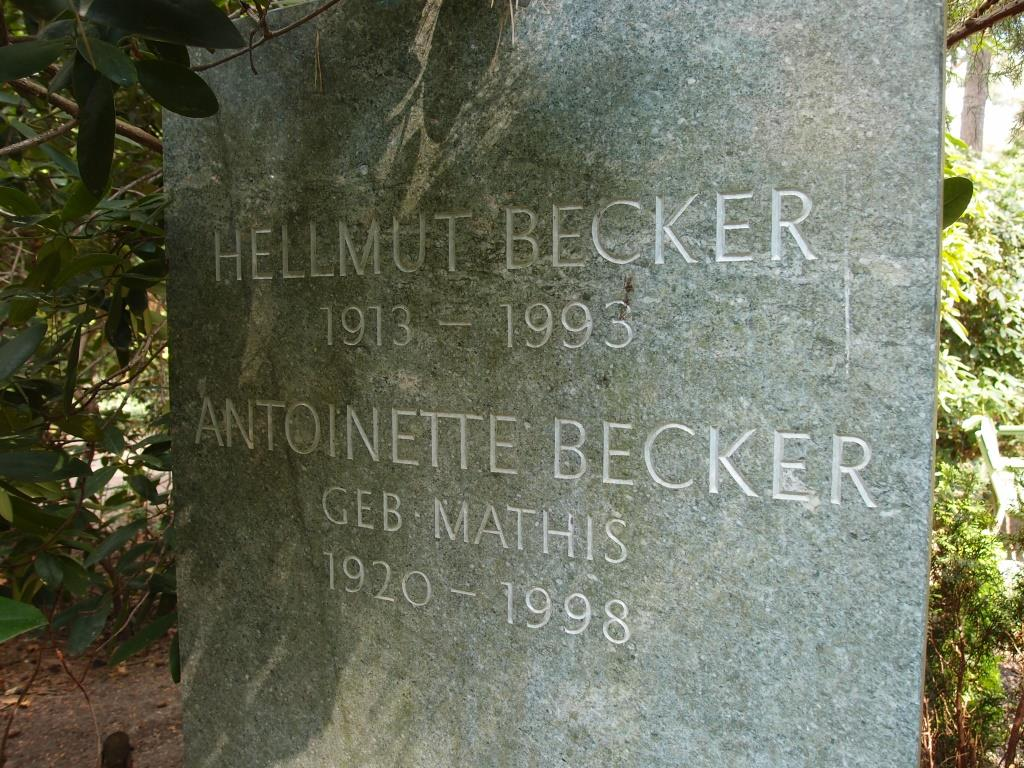
Grab von Hellmut Becker auf dem Waldfriedhof Dahlem in Berlin

Die frühere Vereinigung Deutscher Landerziehungsheime (LEH) vergab bis 2009 einen Hellmut-Becker-Preis.
Die Frankfurter Allgemeine Zeitung berichtete am 9. August 2011, dass der Schulleiter der Odenwaldschule Gerold Becker unter dem persönlichen Schutz von Hellmut Becker stand. Hellmut Becker habe von den pädophilen Neigungen seines Schützlings gewusst und ihm dennoch zum Schulleiterposten verholfen. In der Zeit vom 18. August 2011 wird von Robert Leicht dazu ausgeführt, dass Hellmut Becker den nicht mit ihm verwandten Gerold Becker zum Schulleiter gemacht habe, obwohl er wusste, dass dieser sich an seinem Patensohn vergangen hatte.
Im Jahr 2013 erinnerte eine Ausstellung im Max-Planck-Institut für Bildungsforschung an den 100. Geburtstag von Becker, im Oktober 2014 erschien online eine Dokumentation der Ausstellung.

## Schriften (Auswahl)
- Kulturpolitik und Schule – Probleme der verwalteten Welt. 1956.
- Bildung zwischen Plan und Freiheit. 1957.
- mit W. Clemen: Elternhaus, Höhere Schule und Universität. 1957.
- mit Alexander Kluge: Kulturpolitik und Ausgabenkontrolle: Zur Theorie und Praxis der Rechnungsprüfung. Klostermann, Frankfurt a. M. 1961.
- Quantität und Qualität. Grundfragen der Bildungspolitik. Rombach, Freiburg im Breisgau 1968.
- Bildungsforschung und -planung. 1971.
- Gerd Kadelbach (Hrsg.): Theodor W. Adorno. Erziehung zur Mündigkeit. Vorträge und Gespräche mit Hellmut Becker 1959–1969. Suhrkamp, Frankfurt a. M. 1971, ISBN 3-518-36511-8.
- Weiterbildung, Aufklärung – Praxis – Theorie, 1956–74. 1975.
- Auf dem Weg zur Lernenden Gesellschaft. 1980.
- Zensuren – Lüge-Notwendigkeit-Alternativen. 1983.
- Psychoanalyse und Politik. 1983.
- Aufklärung als Beruf. Gespräche über Bildung und Politik. Hrsg. von Frithjof Hager. R. Piper, München 1992, ISBN 3-492-11487-3.